# Dracaena cantleyi
Dracaena cantleyi — древесное растение, вид рода Драцена (Dracaena) семейства Спаржевые (Asparagaceae).

## Распространение
Dracaena cantleyi произрастает в Малайзии (полуостров Малакка), Сингапуре и острове Калимантан (Малайзия и Индонезия). Обычно встречается на сырых и влажных открытых участках, опушках тропических лесов и пресноводных болотах.

## Описание

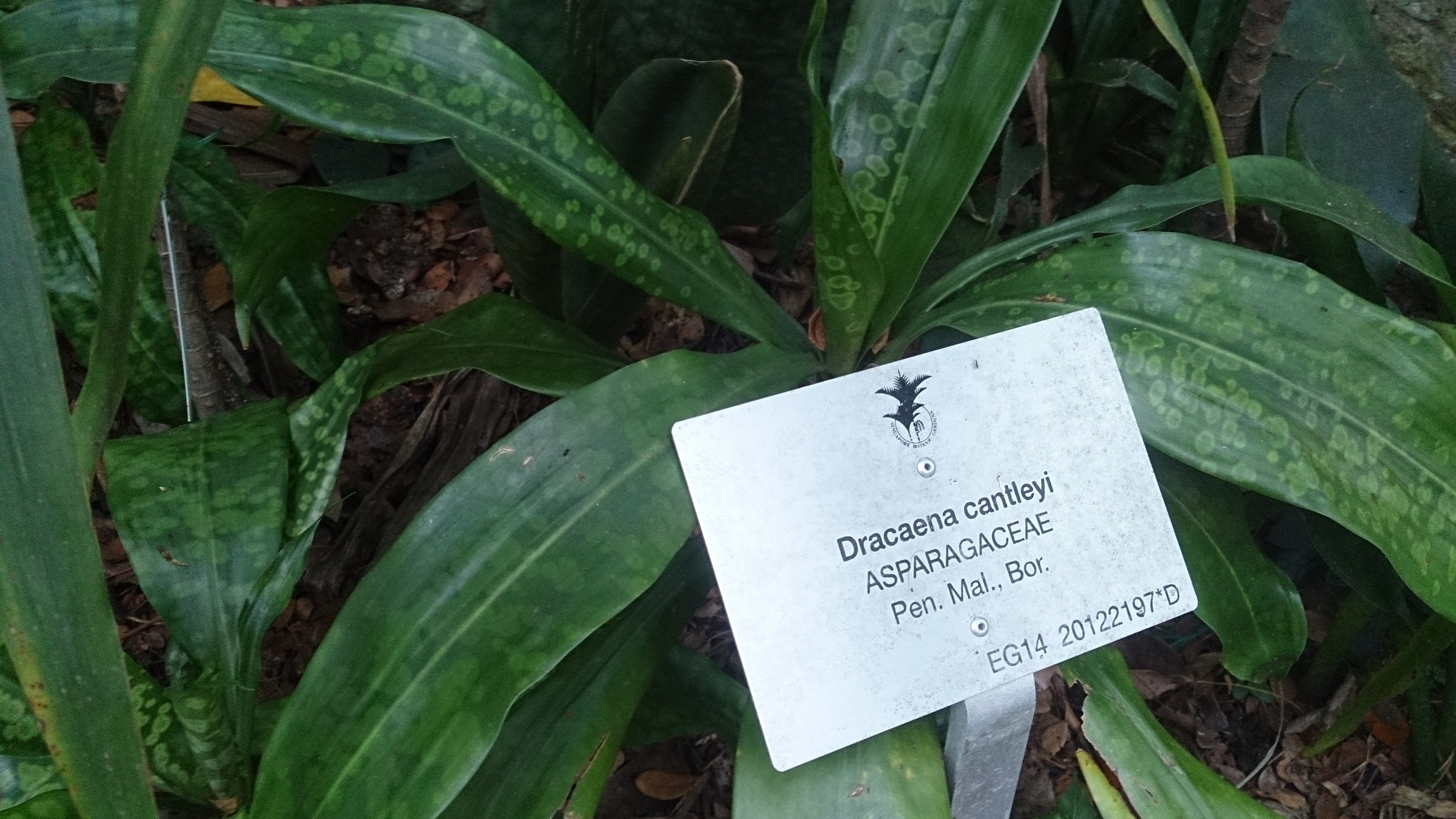
Dracaena cantleyi.

Dracaena cantleyi — невысокое неразветвлённое дерево. Обычно его высота составляет от 2 до 3 метров, иногда достигает четырёх. Этот вид легко отличить по пурпурным или пурпурно-зелёным листьям со светло-зелёными круглыми пятнами. Цветки 2,5 см длиной, пурпурные снаружи и белые внутри, собраны в рыхлые грозди по 3—4 цветка.
Листья этого вида овальные, имеют множество светло-зелёных пятен.

## Свойства листьев
В листьях Dracaena cantleyi содержится большое число биологически активных сапонинов, способных ослаблять хроническое воспаление. Учёные задокументировали, что орангутаны, живущие на Калимантане, специально пережёвывают листья и наносят мякоть на руки и ноги, очевидно, для успокоения мускулов и облегчения болей.